# Oasis (groupe années 1980)
Pour les articles homonymes, voir Oasis (homonymie).
Oasis est un groupe de musique des années 1980. Formé en 1984, le groupe comprend Peter Skellern chant et piano, Julian Lloyd Webber au violoncelle, Mitch Dalton à la guitare, Bill Lovelady à la guitare et la chanteuse Mary Hopkin.
Leur premier album éponyme qui présente une musique easy listening a atteint le n° 23 au UK Albums Chart où il est resté 15 semaines, il a connu quelques succès en Amérique du Sud. On peut noter que ce disque est sorti dans certains pays sous le nom d'Oasis (Japon) et dans d'autres pays (G-B pour les rééditions) sous le nom des musiciens respectifs (Skellern-Lloyd Webber-Hopkin-Lovelady-Dalton), mais le contenu est identique. Le groupe devait partir en tournée avec Audrey Riley au violoncelle, mais la santé de Mary a interrompu le projet ainsi que tout nouvel album.